# Энтони, Дэвид
Дэвид У. Энтони (англ. David W. Anthony) — американский археолог и антрополог, профессор антропологии и Куратор по вопросам антропологии в Музее искусства и культуры им. Ягера в Колледже Хартвик (Онеонта, штат Нью-Йорк). Специализируется в сравнительной археологии в сочетании со смежными дисциплинами (прежде всего лингвистикой и антропологией). Сторонник курганной гипотезы прародины индоевропейских языков.

## Биография
В 1971 получил степень бакалавра по истории в Принстонском университете, в 1974 году - степень магистра  антропологии и археологии, а в 1985 году - степень доктора философии в области археологии и антропологии в Пенсильванском университете. С 1987 года является профессором кафедры антропологии в Колледже Хартвика. С 1989 вел археологические проекты в России, Казахстане и на Украине.
Занимался изучением как североамериканских доколумбовых культур, так и праиндоевропейских степных культур (последних — в тесном сотрудничестве со многими археологами России и Украины). В книге «Лошадь, колесо и язык» («The Horse, the Wheel and Language») выступил в поддержку «курганной гипотезы» М. Гимбутас о происхождении индоевропейских языков, и подверг критике «анатолийскую гипотезу» К. Ренфрю. В книге «Утерянный мир старой Европы» исследовал доиндоевропейские культуры Балкан. С 1999 года — соредактор Journal of Indo-European Studies (вместе с Дж. П. Мэллори).

## Сочинения
- The Horse, the Wheel, and Language: How Bronze-Age Riders from the Eurasian Steppes Shaped the Modern World. by David W. Anthony
  - Энтони Д. Лошадь, колесо и язык: Как наездники бронзового века из евразийских степей сформировали современный мир / пер. с англ. А. Фоменко; под науч. ред. А. Рябова. — М.: Изд. дом Высшей школы экономики, 2023. — 672 с. — (Исследования культуры).
- The Lost World of Old Europe: The Danube Valley, 5000-3500 BC. by David W. Anthony, Jennifer Y. Chi (Editor)

### Видео
- The Yamnaya Origins and the Expansion of Late PIE Languages
- Wheeled vehicles, horses, and Indo-European origins